# Зондеркоманда концентрационного лагеря Освенцим

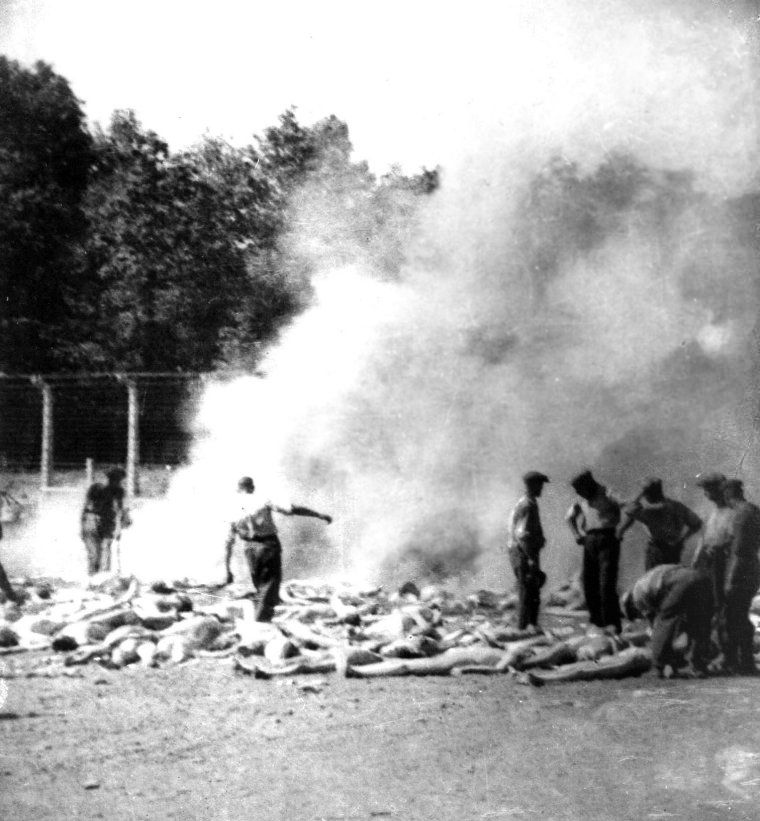
Август 1944 года. Члены зондеркоманды сжигают тела убитых газом заключённых Освенцима. Фотография сделана членом зондеркоманды евреем из Греции Альберто «Алексом» Эррерой через двери крематория. Всего было сделано 4 снимка

Зондеркома́нда концентрацио́нного ла́геря Осве́нцим (нем. Sonderkommando — специальная команда) — особое подразделение узников Освенцима (Аушвиц-Биркенау), которое было предназначено для сопровождения заключённых в газовую камеру, а затем — для обработки и уничтожения трупов.

## Функции зондеркоманды
Создание зондеркоманд было вызвано тем, что охранники из СС не выдерживали психологического напряжения от непрерывного наблюдения тысяч убиваемых заключённых. Члены зондеркоманды отбирались для этой работы эсэсовцами из наиболее физически крепких узников. Их не предупреждали заранее, чем они будут заниматься, и не давали выбора.
Члены зондеркоманды должны были:
- Встретить прибывающих поездами заключённых около рампы и сопроводить отобранных для уничтожения в газовую камеру, где убедить раздеться и пройти в камеру, замаскированную под душевую.
- После убийства извлечь трупы из камеры и обыскать их в поисках ценностей (например, вырывать золотые зубы)
- Уничтожить трупы. Вначале трупы захоранивались, затем сжигались в крематориях и в ямах на открытом воздухе.

Многие члены зондеркоманды не выдерживали этой работы и кончали жизнь самоубийством.

## История
Первая зондеркоманда была сформирована в августе 1941 года. Официально она называлась «Kommando Krematorium» и состояла из 12 человек — трёх поляков (капо, писарь и механик) и девяти евреев. Двое из них, Альтер Файнзильбер (назвавшийся Станиславом Янковским) и Филип Мюллер, дожили до конца войны.
Зондеркоманда Освенцима размещалась отдельно от остальных заключённых в изолированном блоке № 13. В период с декабря 1942-го по февраль 1944 года в нём жило 395 человек, в основном евреи из Польши, также французские евреи польского происхождения и немного голландских, греческих и словацких евреев. Они работали на пяти участках: две группы — в крематориях № 2 и № 3, две — в крематориях № 4 и № 5, а пятая группа занималась чисткой печей, сбрасыванием пепла в Вислу и т. п.
Практику принуждения одних жертв содействовать в убийстве других Гидеон Хаузнер, израильский обвинитель на процессе Эйхмана, назвал сатанинской:

Мы найдём и евреев на службе у нацистов — в еврейской полиции гетто, в «советах старейшин» — «юденратах». Даже у входа в газовые камеры стояли евреи, которым велено было успокаивать жертв и убеждать их, что они идут мыться под душем. Эта была самая сатанинская часть плана — заглушить в человеке всё человеческое, лишить его эмоциональных реакций и силы разума, превратить его в бездушного и трусливого робота — и, таким образом, сделать возможным превращение самих лагерных заключённых в часть аппарата, истребляющего их же братьев.

Комендант Освенцима Рудольф Хёсс свидетельствовал:

Ведь все они совершенно точно знали, что по окончании акций их постигнет та же судьба, что и тысяч их товарищей по расе, уничтожению которых они оказали немалое содействие. И всё же они проявляли усердие, которое меня всегда изумляло. Они не только никогда не говорили жертвам о предстоявшем и заботливо помогали им раздеваться, но даже применяли силу против упрямцев. И даже уводить беспокойных и удерживать их при расстреле они тоже помогали. Они так вели жертв, что те не могли увидеть унтерфюрера с ружьём, стоявшего наготове, и тот мог незаметно приставить ружьё к затылку. Так же они обращались с больными и немощными, которых нельзя было доставить в газовую камеру.

По словам узницы Освенцима Люси Адельсбергер, члены зондеркоманды «были уже не человеческие создания, а перекошенные, безумные существа». «Настоящими зверьми» они названы в отчёте бежавших из Освенцима Альфреда Ветцлера и Рудольфа Врбы.
7 октября 1944 года началось восстание членов зондеркоманды. Три эсэсовца — унтершарфюрер СС Рудольф Эрлер, унтершарфюрер СС Вилли Фризе и унтершарфюрер СС Йозеф Пурке — были убиты, 12 ранены. Восставшие сожгли крематорий № 4. В восстании приняло участие около 200 человек, практически все они погибли.
Несколько евреев-заключённых из «зондеркоманды», в том числе лидер группы Сопротивления Залман Градовский из гетто в Лунно, написали послания, которые они спрятали в тех ямах, в которых закапывали прах из крематориев. 9 таких записок были позднее найдены и опубликованы. Условия существования членов зондеркоманды были лучше, чем у обычных заключённых. Тем не менее, большинство из них было убито, так же, как и остальные узники. Из общего числа 2200 членов зондеркоманды выжило около 110 человек.